# Philipp von Zesen
Philipp von Zesen ou Zese, sous forme latine Caesius, né le 8 octobre 1619 à Priorau, près de Dessau-Roßlau, dans l'électorat de Saxe et mort à Hambourg le 13 novembre 1689, est un poète, critique et romancier.

## Biographie
Von Zesen étudia à Wittemberg et à Leipzig, fit partie des sociétés poétiques dans l’intérêt de la langue allemande du temps, comme la Fruchtbringende Gesellschaft, et en fonda lui-même la Deutschgesinnte Genossenschaft à Hambourg en 1643. Considéré comme le premier auteur professionnel allemand, il voyagea beaucoup en Allemagne, en France, en Hollande, luttant contre le besoin, et habita quelque temps Amsterdam.
Il se livra à de nombreux travaux critiques sur la poésie et la langue, et professa des principes de purisme national qui trouvèrent beaucoup d’adversaires. Désirant bannir tous les mots étrangers, il allait jusqu’à remplacer les noms anciens des dieux grecs par des dénominations allemandes exprimant leurs attributs.
Il proposait aussi un nouveau système d’orthographe consistant à écrire comme on parle. Les divers ouvrages où il soutint ces idées sont Hochdeutscher Helikon (l’Helicon allemand, Wittemberg, 1640), traité d’art poétique ; Hochdeutsche Sprachübung (Exercices de haut-allemand, Hambourg, 1643), recueil de dialogues ; Rosemund (Rosemonde, Ibid., 1651), autre recueil de dialogues sur la langue, ses dialectes et l’alphabet. Sa poétique a eu une grande influence sur le développement de la métrique allemande.
Le nombre des écrits publiés par Zesen s’élève à plus de soixante-dix, et il en a laissé, en outre, plus de quarante inachevés. Ils comprennent, outre les précédents, des poésies, parmi lesquelles on signale deux recueils de chants lyriques estimables : 
- Frühlingsluft (la Joie du printemps, Hambourg, 1613 ;
- Jugend und Liebes-Flammen (Flamme de jeunesse et d’amour, Ibid., 1651)  ;

des traductions :
- Den Arbeid van Mars (traduction de l'ouvrage de Manesson Mallet, Les Travaux de Mars), Amsterdam, Jacob van Meurs, 1672 ;

des épigrammes, etc. puis des romans :
- Die Adriatische Rosemund (Rosemonde de l’Adriatique, Amsterdam, 1645), publié sous le pseudonyme de Ritterhold von Blauen, imitation des auteurs italiens considérée comme le premier grand roman allemand de la littérature baroque ;
- l’Histoire merveilleuse d’Ibrahim et d’Isabelle, Amsterdam, 1645 ;
- Assenat, Nuremberg, 1670 ;
- Samson, histoire d’amour, Nuremberg, 1679 et quelques autres ouvrages imités de ceux de Madeleine de Scudéry, dont il avait traduit Ibrahim, ou l’illustre Bassa.

## Sources
- Gustave Vapereau, Dictionnaire universel des littératures, Paris, Hachette, 1876, p. 2093.